# Mides I
En la mitologia grega Mides o Midas (Midas, Μίδας) era el rei de Frígia, fill de Gòrdios I. Va tenir un fill, Ancuros.
Filostrat el descriu com a molt efeminat. A les comèdies gregues era representat amb les orelles d'un sàtir més tard creixen fins a esdevenir orelles d'ase. Segons Estrabó i Plutarc, s'hauria suicidat bevent sang de bou.
Se li atribueix la fundació d'Ancira (Ancyra, Ἄγκυρα), l'actual Ankara, capital de Turquia.

## Llegendes

### El toc d'or

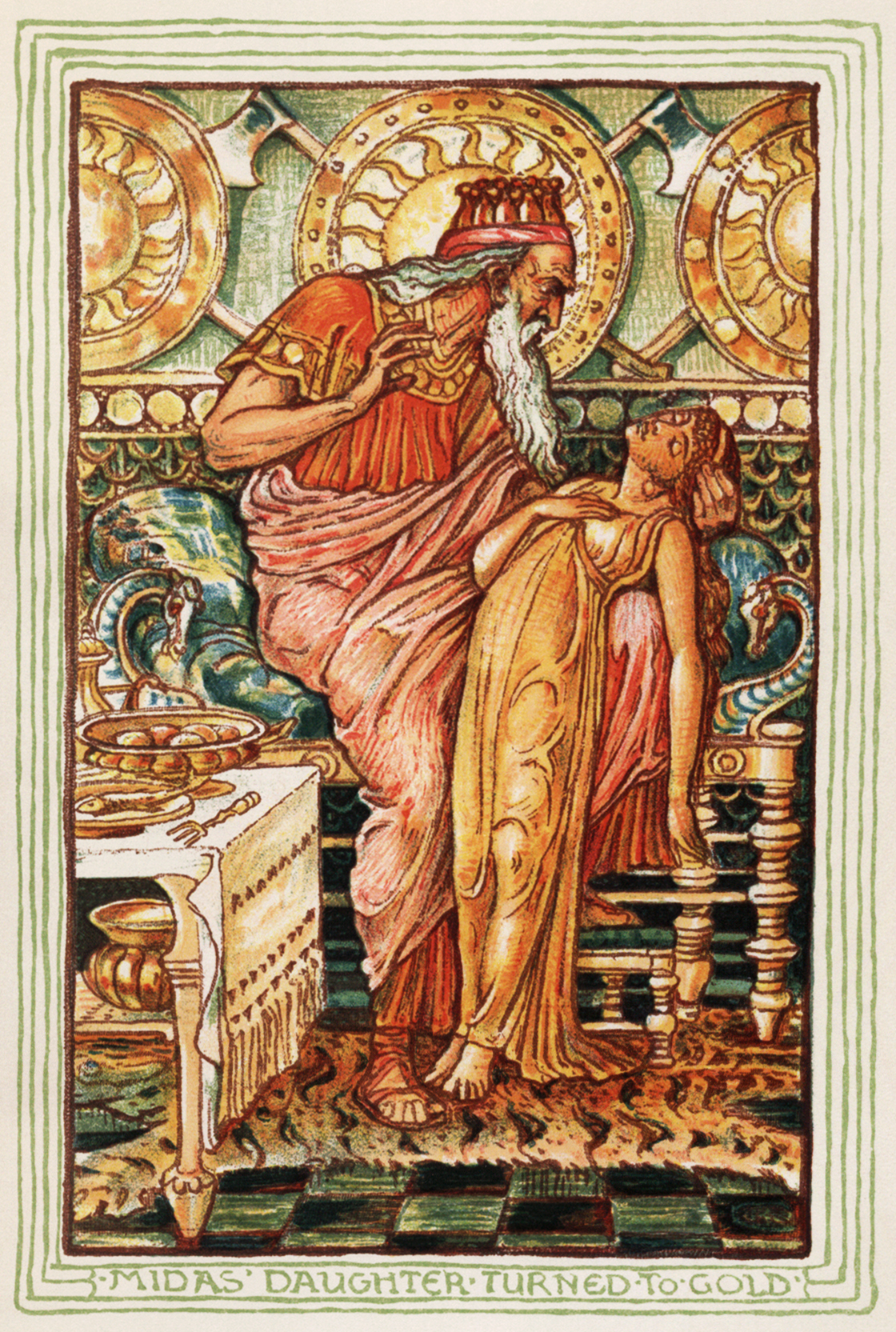
En la versió del mite de Midas de Nathaniel Hawthorne, la seva noia es transforma en estàtua quan la toca. Walter Crane, 1893

Fou un rei deixeble d'Orfeu i promotor del culte a Dionís. A la seva riquesa proverbial s'al·ludeix en una història de la seva infància que conta que les formigues portaven grans de blat com a símbol de la seva futura riquesa, però sobretot per un fet mític: Un dia, Silè, havent begut més del normal, es va perdre i va anar a parar a les terres de Mides, que l'acollí i li oferí a hospitalitat. Dionís, que el buscava, el va trobar allà i per agrair a l'amfitrió haver-lo allotjat, li atorgà un desig. Mides demanà llavors la facultat de transformar en or tot el que toqués, cosa que li fou concedida, però llavors també el menjar que tocava es tornava d'or. Incapaç de menjar i de beure, suplicà al déu de retornar al seu estat anterior i que l'alliberés del seu do. Dionís li ordenà llavors rentar-se les mans a les aigües del Pactol (nom modern en turc Sart Çayı), prop de la muntanya Tmolos; aquest bany va guarir Mides del seu do enverinat i des de llavors la sorra del riu es va contenir molt or. Aquesta llegenda explica el caràcter aurífer del riu, al qual la Frígia i el rei Cresus degueren una bona part de llur riquesa.

### Les orelles d'ase

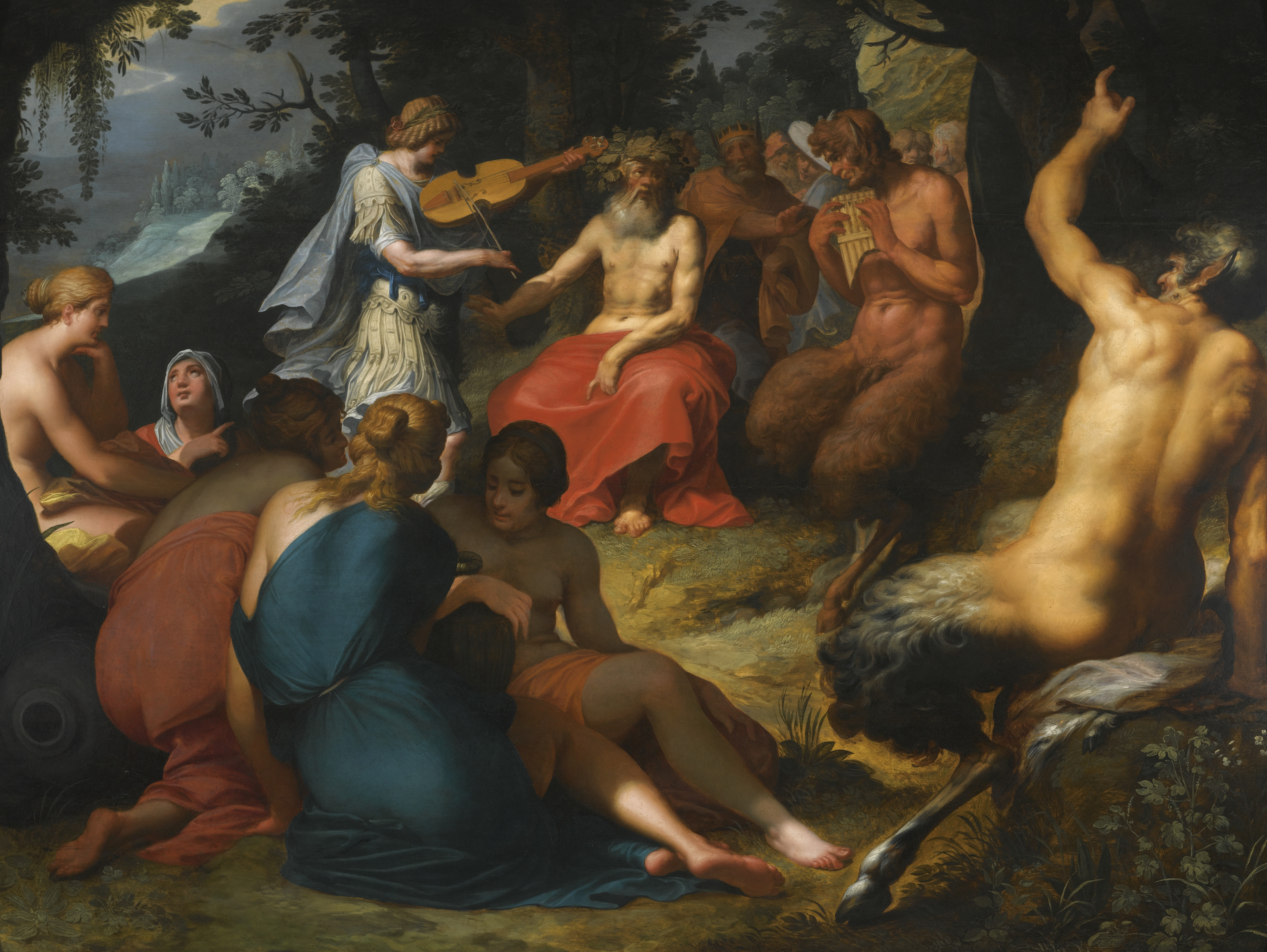
Les orelles d'ase (1601-1602) Abraham Janssens

En una altra llegenda, els seus talents de músic (havia estat l'alumne d'Orfeu) foren sol·licitats i va ser designat per ser jutge en el concurs entre el sàtir Màrsies, joglar de flauta, i Apol·lo, que tocava la lira. (Ovidi, al llibre XI de les Metamorfosis, situa el concurs entre Pan i Apol·lo). Mides va designar Màrsies vencedor, mentre que les Muses, que també jutjaven, preferien Apol·lo. Aquest darrer, com a venjança, li va fer créixer orelles d'ase. Mides va intentar amagar-les sota una gorra frígia, però un barber va descobrir el seu secret quan li va tallar els cabells. Incapaç de mantenir el secret, el barber acaba cavant un forat en la sorra on hi va deixar el secret: «el rei Mides té de les orelles d'un ase», i va tapar el forat de seguida. Desgraciadament, van créixer unes canyes que van obrir el forat i el vent, en passar entre les canyes, va crear una música que va escampar el secret repetint la frase fatídica la qual es va difondre arreu del món.

## En les arts
Sobretot la llegenda del toc d'or va inspirar molts obres d'art, com a metàfora dels inconvenients de la riquesa de qui només pensa en els diners. Entre molts altres hi ha:
- «Midas i Bacus» – Nicolas Poussin (1594-1665).[8]
- «El judici de Mides» – Abraham Janssens van Nuyssen (segle XVII) que iIl·lustra l'episodi menys de Mides que jutja un concurs musical entre Apol·lo i Pan.[9]
- Al poema «Alquimia del dolor» Charles Baudelaire es descriu com un Mides a l'envers:[10]

| «                                                                          | Alquimia del dolor (extret) Em fas igual a Mides El més trist dels alquimistes Per tu canvio l'or en fer i el paradís en infern | Alchimie de la douleur Tu me rends l'égal de Midas, Le plus triste des alchimistes; Par toi je change l'or en fer et le paradis en enfer | » |
| — Charles Baudelaire, extret de «Alchimie de la douleur» Les Flors del Mal | | |   |